# Hamburgroute
Die Hamburgroute, auch als Hamburglinie oder 1-Linie bezeichnet, war eine Schiffslinie, die die Finnmark in Nord-Norwegen mit Hamburg verband.
Sie wurde im Jahr 1870 gegründet und diente dem Transport von Guano aus der Finnmark nach Hamburg. Die Linie wurde als kombinierte Route betrieben und beförderte auch Passagiere. Eine Fahrt nahm drei Wochen in Anspruch. Im Norden Norwegens wurden unter anderem die Häfen von Gjesvær, Kjelvik, Honningsvåg und Repvåg bedient. Die Route war zumindest bis in die 1930er Jahre in Betrieb.
Eines der eingesetzten Schiffe war das Dampfschiff Bleik.